# WTA Casablanca
Das WTA Casablanca (offiziell: Grand Prix SAR La Princesse Lalla Meryem) war ein Damen-Tennisturnier der WTA Tour, das von 2001 bis 2004 in der Stadt Casablanca, Marokko ausgetragen wurde.
Nachfolger dieser Veranstaltung war das WTA-Turnier in Rabat.

## Siegerliste

### Einzel
| Jahr | Siegerin          | Finalgegnerin           | Ergebnis       |
| ---- | ----------------- | ----------------------- | -------------- |
| 2001 | Zsófia Gubacsi    | Maria Elena Camerin     | 1:6, 6:3, 7:65 |
| 2002 | Patricia Wartusch | Klára Koukalová         | 5:7, 6:3, 6:3  |
| 2003 | Rita Grande       | Antonella Serra Zanetti | 6:2, 4.6, 6:1  |
| 2004 | Émilie Loit       | Ľudmila Cervanová       | 6.2, 6:2       |

### Doppel
| Jahr | Siegerinnen                       | Finalgegnerinnen                         | Ergebnis       |
| ---- | --------------------------------- | ---------------------------------------- | -------------- |
| 2001 | Åsa Carlsson Lubomira Bacheva     | María Emilia Salerni María José Martínez | 6:3, 6:74, 6:1 |
| 2002 | Patricia Wartusch Petra Mandula   | Gisela Dulko Conchita Martínez Granados  | 6:2, 6:1       |
| 2003 | María Emilia Salerni Gisela Dulko | Olena Tatarkowa Henrieta Nagyová         | 6:3, 6:4       |
| 2004 | Marion Bartoli Émilie Loit        | Katarina Srebotnik Els Callens           | 6:4, 6:2       |